# Summer Went Too Soon
Summer Went Too Soon est un groupe de rock électronique suisse basé à Genève. Auteur d'un album en 2007, il s'est produit dans plusieurs festivals d'importance en Suisse (Caprices Festival 2008, Paléo Festival 2008, Montreux Jazz Festival 2009) et plusieurs premières parties d'artistes internationaux. Le groupe est en hiatus depuis 2012.

## Biographie
Début 2006, Ian Richter (piano, synthétiseurs, programmation, chœurs) et Pascal Viscardi (guitare, chant), ayant vu les membres de leur projet rock de l'époque, Gina Hush, les quitter l'un après l'autre, décident de ne pas les remplacer mais de repartir à zéro en se tournant vers la musique électronique. Ils créent alors Summer Went Too Soon, rejoints par Kim Schifferli (basse, synthés, chœurs), mais sans chercher à pourvoir la place vacante derrière la batterie. Depuis cette époque, le groupe est resté fidèle aux boîtes à rythme et s'est toujours produit sans l'appui d'un batteur.
Courant 2006, Alex Vitale (chant, synthétiseurs) rejoint le projet en tant que choriste. Elle prendra graduellement de l'importance jusqu'à devenir la seconde voix du groupe à part entière, dès le premier concert en octobre 2006 à l'Usine, à Genève
En 2007 paraît leur premier album, Artists Don't Fuck Like Civilians, distribué à l'échelle nationale par Disques Office, dont plusieurs titres sont diffusés en radio à travers la Suisse. Une série de concerts et d'interviews accompagnent cette sortie durant les mois qui suivent, dont quelques premières parties, entre autres des Lovebugs.
En mars 2008, SWTS remporte le tremplin "Orange Music On The Top" du Caprices Festival de Crans-Montana et se produit sur la scène du Réservoir en première partie de Mattafix, Le Peuple de L'Herbe et Dionysos. Ils sont alors repérés par un programmateur du Paléo Festival qui leur offre une place sur la nouvelle scène du festival, le Détour.
Le 23 juillet 2008, Pascal Viscardi quitte Summer Went Too Soon à l'issue du concert au Paléo Festival, pour se consacrer à d'autres projets. Par choix, le groupe se fait alors plus rare durant les mois qui suivent, afin de préparer activement sa transition vers un répertoire sans guitare, avec Alex Vitale comme chanteuse principale et élément central du groupe. Le véritable retour de Summer Went Too Soon, en trio, a lieu à l'été 2009, où, après deux dates de préparation, ils se produisent avec un show totalement repensé au Montreux Jazz Festival, participant pour l'occasion à l'une des toutes premières flash mob "freeze" impliquant la complicité d'une partie du public, mais également du groupe sur scène.
À la suite de cette prestation, le groupe annonce à l'automne 2009 de nouvelles dates pour l'hiver, dont deux nouvelles premières parties de groupes d'importance (Wax Tailor puis Pony Pony Run Run)
En 2010, le groupe se fait plus discret pour repenser son show et préparer de nouvelles compositions. Après quelques rares dates ponctuelles, SWTS revient en mars 2011 aux Docks à Lausanne en première partie de I Blame Coco, puis assure encore quelques dates jusqu'en 2012, avant de se retirer à la suite d'un dernier concert à la Fête de la Musique à Genève. Considérant ne plus réussir à trouver l'inspiration et n'ayant pas reparu depuis sur les scènes suisses, le groupe n'a pour autant jamais officiellement annoncé sa séparation.